# تباعد الموقين
تَباعُدُ الموقَين يُشير إلى المسافة المتباعدة بين الزاوية الإنسية للعين (الموق)، بينما تكون المسافة بين الحدقتين طبيعية. وهذا يُغاير فرط التباعد (hypertelorism) حيث تكون فيه المسافة بين الحدقتين كبيرة.
وتُسمى المسافة بين الزاوية الداخلية للعين اليُسرى والزاوية الداخلية للعين اليُمنى بالمسافة الموقية البينية (intercanthal distance). وتكون المسافة الموقية البينية عادةً، في معظم الأشخاص، مساوية للمسافة بين الزاوية الداخلية والزاوية الخارجية لكل عين مما يعمل على تساوي اتساع العين. وتُسمى الحالة التي تكون فيها المسافة الموقية البينية أكبر بدرجة كبيرة من اتساع العين بتباعد الموقين. وقد يكون هذا علامة وراثية أو علامة على فرط التباعد أو التقارب، عند دمجها مع العلاقة غير الطبيعية للمسافة بين الحدقتين (إيه دي ستياس (A D STEAS)).

## الاسم العلمي
(بالإنجليزية: Telecanthus)‏ (مصطلح مشتق من الكلمة اليونانية "tele" (τῆλε) وتعني بعيد والكلمة اللاتينية canthus، وتعني الموق، حيث تتلاقى الجُفون)